# Lista așezărilor din Ghouta
Aceasta este o listă a orașelor și satelor din Ghouta, regiune din Rif Dimashq.

## Ghouta de Est
Districtul Markaz Rif Dimashq<
- Hizzah
- Saqba
- Hawsh al-Sultan
- Shabaa
- Zabdin
- Beit Sawa
- Sahba
- Saqba
- Zamalka
- Deir al-Asafir
- Al-Malihah
- Kafr Batna
- Jisrin
- Irbin
- Jaramana
- Ein Tarma
- Hamouriyah
- Harasta
- Beit Sahm
- Hutaytet al-Turkman

Districtul Douma 
- Dahiyat al-Assad
- Mesraba
- Madira
- Aqraba
- Douma
- Al-Bahariyah
- Otaybah

## Ghouta de Vest
Guvernoratul Damasc (Nu mai sunt considerate părți din Ghouta, mai degrabă ca districte ale Damascului)
- Mazzeh
- Kafr Souseh
- Dummar

Markaz Rif Dimashq
- Babbila
- Deir Ali
- Al-Sabinah
- Sayyidah Zaynab

Districtul Darayya
- Ashrafiyat Sahnaya
- Darayya
- Muadamiyat al-Sham
- Sahnaya

Districtul Qudsaya
- Al-Hamah